# Bioland
Bioland ist ein Anbauverband und Mitglied im Bund Ökologische Lebensmittelwirtschaft (BÖLW).

## Verband
Die Zahl der Betriebe in Deutschland, die nach den Richtlinien des Verbandes arbeiten, wird per 1. Januar 2024 mit 7.881 angegeben, deren Gesamtfläche 522.613 Hektar beträgt. Damit ist Bioland nach den Angaben des BÖLW der größte ökologische Anbauverband in Deutschland. Die ökologisch erzeugten Produkte werden teilweise direkt von den Landwirten an die Kunden verkauft, größtenteils auf Wochenmärkten oder aber über einen der 1368 Vertragspartner (unter anderem Bäckereien, Brauereien, Gastronomie, Handel, Metzgereien, Molkereien, Saft- und Weinhersteller) vertrieben, darunter auch Bioläden und Reformhäuser.

## Anbaurichtlinien
Die Wirtschaftsweise der Bioland-Betriebe basiert auf einer Kreislaufwirtschaft, die ohne synthetische Pestizide und chemisch-synthetische Stickstoffdünger auskommt. Insgesamt setzt Bioland sieben Grundprinzipien für die biologische Landwirtschaft fest. Die Richtlinien von Bioland sind strenger als die der Öko-Verordnung der Europäischen Union. Beispielsweise dürfen Bioland-Betriebe zum biologischen Anbau parallel keinen konventionellen Anbau betreiben, auch wenn beide Anbauarten voneinander getrennt sind.

### Sieben Prinzipien von Bioland

#### Kreislaufwirtschaft
Die Kreislaufwirtschaft geht davon aus, dass die Erzeugung von Nahrung ohne externe Düngequellen auskommt. Abfallprodukte aus der Landwirtschaft selbst, wie etwa Mist und Kompost dienen dem Acker zur Regeneration. Somit kommt biologische Landwirtschaft in der Überzeugung von Bioland ohne chemisch-synthetische Stickstoffdünger aus.

#### Bodenfruchtbarkeit fördern
Bioland-Landwirte verzichten auf chemische Dünger. Um die Fruchtbarkeit des Ackerbodens trotzdem zu erhöhen und ausreichend Humus im Boden zu haben, werden zahlreiche Maßnahmen ergriffen, wie zum Beispiel die Ausbringung von Kompost oder das Anpflanzen von sogenannten Zwischenfrüchten. Ziel ist es hierbei, die Anzahl und Aktivität von Bodenorganismen zu stärken.

#### Artgerechte Tierhaltung
Die Tierhaltung muss nach speziellen Richtlinien erfolgen. Der grundsätzliche Ansatz ist, Tiere als Lebewesen zu betrachten. Um dies zu erreichen, sollen drei Grundprinzipien in der Tierhaltung eingehalten werden: Mehr Futterqualität, mehr Lebensqualität und mehr Lebensraum.

#### Wertvolle Lebensmittel
Das Lebensmittel als solches wird in den Mittelpunkt gerückt. Um zu erreichen, dass zum Beispiel der Geschmack der Lebensmittel stärker erkennbar ist, soll auf die Verwendung von synthetischen Düngern oder chemisch-synthetischen Pestiziden verzichtet werden. Außerdem sollen keine genetisch veränderten Pflanzen angebaut werden. Auch in der Verarbeitung sollen Lebensmittel schonend zubereitet werden.

#### Biologische Vielfalt fördern
Durch den Erhalt der Artenvielfalt soll das biologische Gleichgewicht und die Stabilität der Natur gesichert werden. Hier unterscheidet Bioland drei Bereiche, in denen biologische Vielfalt gefördert werden kann: In der Landschaft, auf dem Feld und auf dem Hof.

#### Natürliche Lebensgrundlage bewahren
Erde, Luft und Wasser bilden die natürliche Lebensgrundlage für alles. Mit den natürlichen Ressourcen schonend umzugehen und sie nachhaltig zu nutzen, ist zentraler Punkt dieses Bioland-Prinzips.

#### Menschen eine lebenswerte Zukunft sichern
In der Annahme, dass die Ressourcen immer knapper werden, liegt die Zukunft in einer regionalen Wertschöpfungskette. Die Beteiligten dieser Kette (Landwirt, Einzelhandel, Verbraucher) rücken so näher zusammen und müssen fair miteinander umgehen. In diesem System entstehen innerhalb der Wertschöpfungskette Arbeitsplätze in der Region, beispielsweise durch weiterverarbeitende Betriebe, wodurch wiederum die Region weiter gestärkt wird.

### Vergleich der Bioland-Richtlinien mit der EG-Öko-Verordnung
Aus den Richtlinien von Bioland und aus denen der EG-Öko-Verordnung wurden einige Punkte herausgegriffen und in der folgenden Tabelle nebeneinander gestellt. Bioland steht an dieser Stelle stellvertretend für die übrigen deutschen Anbauverbände, deren Regelwerk über große Teile deckungsgleich ist.
Die sieben Bioland-Prinzipien sind:
- Im Kreislauf wirtschaften.
- Bodenfruchtbarkeit fördern.
- Tiere artgerecht halten.
- Wertvolle Lebensmittel erzeugen.
- Biologische Vielfalt fördern.
- Natürliche Lebensgrundlagen bewahren.
- Menschen eine lebenswerte Zukunft sichern.

| Bereich                                                    | Bioland                                                                                                  | EG-Öko-Verordnung                                                                                |
| ---------------------------------------------------------- | --- | ------------------------------------------------------------------------------------------------ |
| Bewirtschaftungsform                                       | Gesamtbetriebsumstellung, ausschließlich ökologische Bewirtschaftung aller Betriebszweige vorgeschrieben | Teilumstellung und damit ökologische und konventionelle Bewirtschaftung in einem Betrieb möglich |
| maximaler Tierbesatz je Hektar landwirtschaftlicher Fläche | z. B. 10 Mastschweine, 280 Masthähnchen oder 140 Legehennen                                              | z. B. 14 Mastschweine, 580 Masthähnchen oder 230 Legehennen                                      |
| Stickstoffdünger                                           | Die Höhe der Düngung orientiert sich an dem zulässigen Tierbesatz je Fläche                              | Die Gesamtdüngermenge ist durch die Düngeverordnung begrenzt                                     |
| Organische Handelsdünger                                   | Blut-, Fleisch- und Knochenmehle sowie Guano sind verboten                                               | Blut-, Fleisch- und Knochenmehle sowie Guano sind zugelassen                                     |
| Kuhtrainer                                                 | nicht zulässig                                                                                           | nicht geregelt (in einigen Mitgliedsländern durch Tierschutzgesetz verboten)                     |
| Tiertransport                                              | höchstens 200 km und höchstens 4 Stunden lang                                                            | höchstens 8 Stunden lang                                                                         |
| Futterzukauf                                               | Mind. 50 % des Futters muss vom eigenen Hof stammen                                                      | Eigene Futtererzeugung nicht eindeutig vorgeschrieben                                            |
| Fütterung                                                  | im Sommer Grünfütterung Pflicht                                                                          | keine Regelung                                                                                   |
| Verarbeitung                                               | „Bio“ darf verwendet werden, wenn 100 % der Zutaten ökologischer Herkunft sind                           | „Bio“ darf verwendet werden, wenn 95 % der Zutaten ökologischer Herkunft sind                    |
| Verwendung von Lebensmittelzusatzstoffen                   | 24 Zusatzstoffe sind erlaubt                                                                             | 49 Zusatzstoffe sind erlaubt                                                                     |

Siehe auch: Vergleich der Biosiegel

## Geschichte
In der Schweiz wurde am Anfang des 20. Jahrhunderts die Bauernheimatbewegung durch den Agrarpolitiker Hans Müller gegründet. Zu diesem Zeitpunkt befand sich die heimische Landwirtschaft im Umbruch: die Behauptung lautete: „Weg von der traditionellen hin zu einer intensiven chemisch-technischen, von der Industrie abhängigen Wirtschaftsweise“. Mit der Unabhängigkeit von Zufuhrmitteln und einer unabhängigen Vermarktung wollte Müller mit Hilfe des geschlossenen Betriebskreislaufes die Existenz der Bauern sichern. Aus dieser Idee heraus entstanden noch vor 1951 die Grundlagen des organisch-biologischen Landbaus, die er gemeinsam mit seiner Frau Maria und dem deutschen Arzt Hans Peter Rusch entwickelte.
Ab 1951 entwickelten sich die Kontakte zwischen den späteren Gründerfamilien Scharpf, Colsman, Sippel, Rinklin, Wenz, Müller, Teschemacher, Hoops und dem Ehepaar aus der Schweiz. Neue Ideen entstanden auf Tagungen, Treffen und Betriebsbesichtigungen auf dem Möschberg in der Schweiz. 1971 wurde dann der eingetragene Verein „bio-gemüse“, er ist der Vorläufer von Bioland, gegründet. Das Ziel war, die Umsetzung dieser Ideen und die Vertretung der Interessen besser durchzusetzen zu können. Dieser Verein bestand zunächst aus insgesamt 12 Personen. Aus „bio-gemüse e. V.“ wurde dann die „Fördergemeinschaft organisch-biologischer Land- und Gartenbau“ gebildet. 1976 wurde als Vereinsname „Bioland-Verband für organisch-biologischen Landbau e. V.“ und als Warenzeichen „Bioland“ gewählt. 1981 hatte Bioland 200 Mitglieder. Seit März 2011 ist Jan Plagge Präsident des Verbandes.
Die Produkte von Bioland werden in Deutschland seit Ende 2018 auch über Lidl vertrieben.

## Sonstiges
Eine Studie des Marktforschungsinstituts Dr. Grieger & Cie. ergab, dass Bioland die mit Abstand bekannteste Marke unter den Bio-Verbänden in Deutschland ist.
Die Marke „Bioland“ wird laut einer Studie von Edelman und TheConsumerView von 78 Prozent der Befragten als glaubwürdig empfunden.
Die Demonstration Wir haben es satt! wird gemeinsam von Bioland und anderen Organisationen getragen. Die Veranstaltung findet jedes Jahr Anfang Januar in Berlin statt.